# 小行星6795
小行星6795（英語：6795 Ornskoldsvik）是一颗围绕太阳公转的小行星。1993年3月17日，UESAC在拉西拉天文台发现了此天体。
这颗小行星的绝对星等为193.6441678557051等。